# ワルシャワ・ポビシレ駅

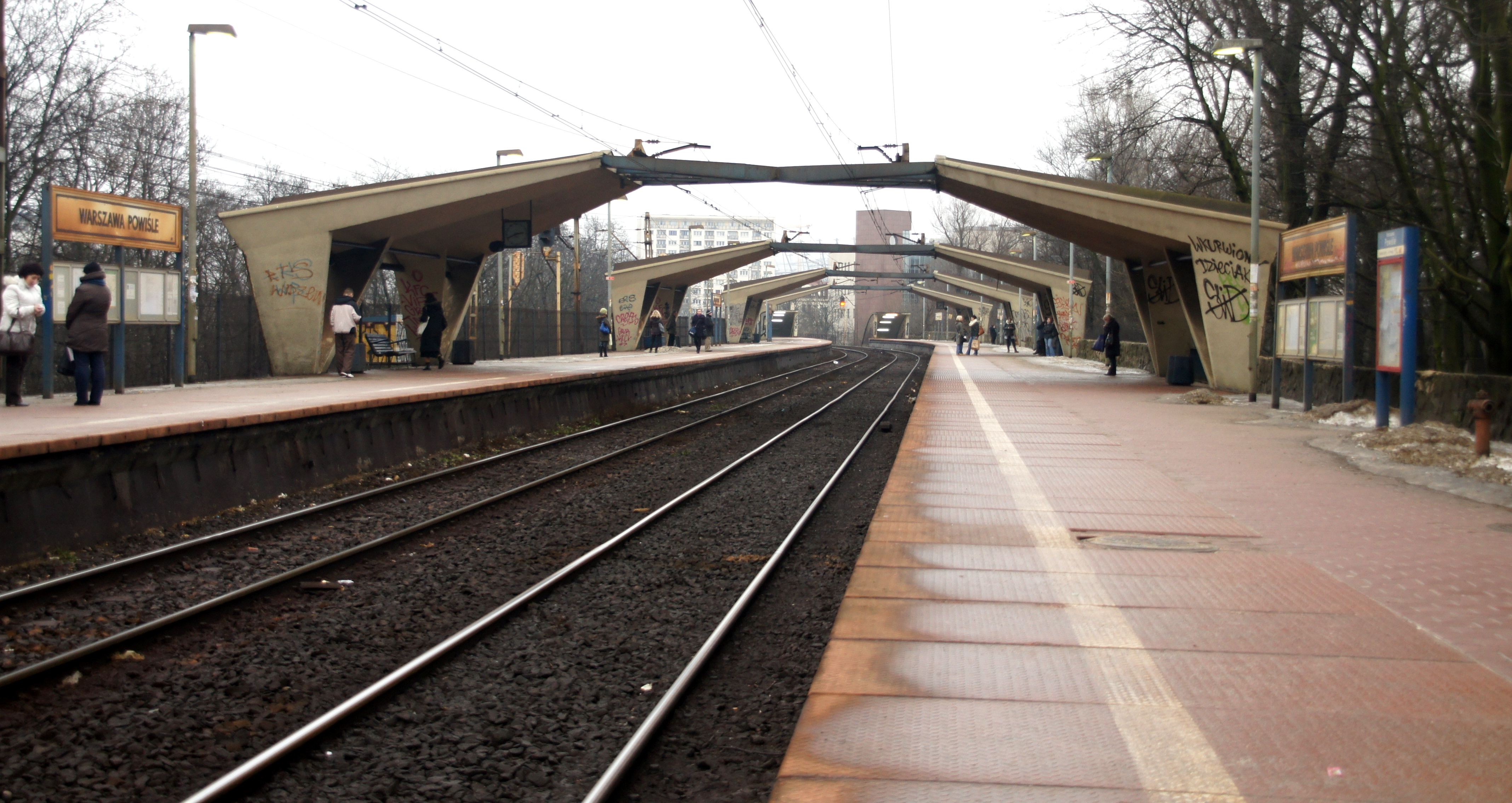
プラットホーム

ワルシャワ・ポビシレ駅（ワルシャワ・ポビシレえき、ポーランド語：Warszawa Powiśle）は、ポーランド・ワルシャワ市シルドミエシチェ区にあるポーランド国鉄（PKP）の鉄道駅。駅名のポビシレはビスワの畔の意。
当駅より東方向（ワルシャワ・スタディオン駅方面）に約1kmほど進むとヴィスワ川を鉄橋で渡る。また、当駅ホーム端から西方向（ワルシャワ・シルドミエシチェ駅方面）は、地下区間になる。

## 運行系統
KM
- KM1線（ワルシャワ東 – ワルシャワ・ポビシレ – スキェルニェヴィツェ）
- KM2線（ワルシャワ西 – ワルシャワ・ポビシレ – ウクフ）
- KM3線（ワルシャワ東 – ワルシャワ・ポビシレ – クトノ）
- KM7線（ワルシャワ西 – ワルシャワ・ポビシレ – デンブリン）
- KM8線（ワルシャワ西 – ワルシャワ・ポビシレ – スカルジスコ＝カミエンナ/ピラバ）

SKM
- SKM S1線（オトフォツク – ワルシャワ・ポビシレ – プルシュクフ）
- SKM S2線（ユレスベク・ミウォスナ – ワルシャワ・ポビシレ – ワルシャワ・ショパン空港）

## 駅構造
相対式ホーム2面2線を有する高架駅である。この他、複線の通過線路がある。
駅出入口は2つある。丘の斜面に接するホームなので、高架下の出入り口と高架上の出入り口がある。

## 駅周辺
- ワルシャワ国立美術館（Muzeum Narodowe）
- ポーランド軍事博物館

## 隣接する公共交通
- ワルシャワ市電 Muzeum Narodowe（ワルシャワ国立美術館前）停留所 （7、8、9、22、24、25番系統）[1]
- バス停留所